# Oettersdorf
Oettersdorf település Németországban, azon belül Türingiában. Lakosainak száma 802 fő (2023. december 31.). Oettersdorf Schleiz és Görkwitz községekkel határos.

## Népesség
A település népességének változása:
| Lakosok száma | 861  | 862  | 820  | 806  | 802  |
|               | 2017 | 2019 | 2021 | 2022 | 2023 |